# 007: Licence to Kill
007: Licence to Kill este un joc video creat de Quixel și publicat de Domark în 1989 pentru DOS (Original), Amiga, Amstrad CPC, Atari ST, BBC Micro, Commodore 64, MSX și ZX Spectrum.